# Eric Cantona
Eric Daniel Pierre Cantona (phát âm tiếng Pháp: [eʁik danjɛl pjɛʁ kɑ̃tɔna]; sinh ngày 24 tháng 5 năm 1966) là một nam diễn viên, đạo diễn, nhà sản xuất và cựu cầu thủ bóng đá chuyên nghiệp người Pháp. Ông từng khoác áo Auxerre, Martigues, Marseille, Bordeaux, Montpellier, Nîmes, và Leeds United trước khi khép lại sự nghiệp trong màu áo Manchester United, nơi ông giành được 4 danh hiệu Ngoại hạng Anh trong 5 năm gắn bó cùng cú đúp Cúp Liên đoàn và Cúp FA. Ông giành chức vô địch quốc gia ở 7 trong 8 năm cuối sự nghiệp thi đấu chuyên nghiệp của mình. Ở cấp độ đội tuyển, ông cũng từng chơi cho đội tuyển Pháp.
Là một tiền đạo cần mẫn, sở hữu thể chất mạnh mẽ, kết hợp giữa kĩ năng và sức sáng tạo với sức mạnh và khả năng săn bàn, Cantona thường được xem là giữ vai trò chủ chốt trong sự hồi sinh của Manchester United để trở thành một thế lực bóng đá ở thập niên 1990 và giữ vị thế huyền thoại biểu tượng của câu lạc bộ. Ông thường được xem là một trong những cầu thủ bóng đá xuất sắc nhất thế hệ của mình. Ông mặc chiếc áo số 7 biểu tượng tại Manchester United và nổi tiếng nhờ động tác kéo cổ áo lên. Người hâm mộ Manchester United trìu mến dành tặng biệt danh "King Eric" cho Cantona, ông còn được tạp chí Inside United bầu chọn là cầu thủ xuất sắc nhất của đội từ trước đến nay. Trái ngược với những thành tích trên sân cỏ là hồ sơ kỷ luật kém trong phần lớn sự nghiệp của Cantona, trong đó có một bản án năm 1995 vì tội hành hung một khán giả lăng mạ ông, làm Eric bị cấm thi đấu trong 8 tháng.
Sau khi giải nghệ bóng đá vào năm 1997, ông thử sức ở sự nghiệp điện ảnh và có một vai diễn trong bộ phim năm 1998 Elizabeth (có diễn viên Cate Blanchett thủ vai chính), bộ phim năm 2008 French Film và bộ phim năm 2009 Looking for Eric. Năm 2010, ông có màn ra mắt ở sân khấu kịch với vai diễn trong Face au Paradis, vở kịch do vợ ông là Rachida Brakni làm đạo diễn. Cantona còn quan tâm tới môn thể thao bóng đá bãi biển; dưới vai trò cầu thủ kiêm huấn luyện viên của đội tuyển quốc gia Pháp, ông đã đoạt chức vô địch bóng đá bãi biển thế giới 2005.
Với sức lôi cuốn và cá tính thẳng thắn, Cantona là người đầu tiên được ghi danh vào Đại sảnh danh vọng bóng đá Anh vào năm 2002. Bảo tàng nhận xét về Cantona: "Quý ông bí ẩn người Pháp là một trong những cầu thủ gây tranh cãi nhất ở giải Ngoại hạng Anh từ trước đến nay". Tại Giải thưởng 10 năm Giải bóng đá Ngoại hạng Anh vào năm 2003, ông được bầu chọn là Cầu thủ nước ngoài của thập kỷ. Cantona có tên ghi danh trong Đại sảnh danh vọng Giải bóng đá Ngoại hạng Anh vào năm 2021. Năm 2004, Pelé ghi tên Cantona vào danh sách FIFA 100 tập hợp những cầu thủ vĩ đại nhất thế giới còn sống.

## Thân thế
Cantona sinh ra tại Marseille vào ngày 24 tháng 5 năm 1966, là con trai của thợ may váy Éléonore Raurich và y tá kiêm họa sĩ Albert Cantona. Mẹ ông là người Tây Ban Nha và xuất thân từ Barcelona, còn ông nội ông là người Ý và di cư tới Marseille từ Sardinia. Trong lúc chiến đấu với quân đội của Tướng Franco trong cuộc nội chiến Tây Ban Nha vào năm 1938, Pere Raurich (ông ngoại của Cantona) bị thương nặng ở gan và phải cùng vợ trở về Pháp để chữa trị; họ trú tại Saint-Priest, Ardèche trước khi định cư ở Marseille. Nhà của gia đình Cantona là một cái hang nằm trên một ngọn đồi ở khu vực Les Caillols của Marseille, nằm giữa quận 11 và quận 12 của thành phố; người ta đồn rằng cái hang từng được dùng làm trạm quan sát của Lục quân Đức Quốc xã ở cuối Thế chiến II. Bà nội của Cantona là người chọn cái hang làm nơi ở, bởi chồng bà là một thợ đá. Ở thời điểm Cantona chào đời vào năm 1966, cái hang trên sườn đồi chỉ còn là một căn phòng trong nhà của gia đình, nay đã đủ điều kiện để tá túc. Cantona có hai người anh em: Jean-Marie (lớn hơn 4 tuổi) và Joël (kém 17 tháng).

## Sự nghiệp câu lạc bộ

### Đầu sự nghiệp
Cantona khởi nghiệp bóng đá ở đội bóng địa phương SO Caillolaishis – nơi sản sinh những tài năng như Roger Jouve và sở hữu những chân sút như Jean Tigana và Christophe Galtier trong đội. Lúc đầu, Cantona nối bước cha ông và thường chơi ở vị trí thủ môn, nhưng bản năng sáng tạo của ông bắt đầu bộc phát và ông chơi tiền đạo ngày một nhiều hơn. Trong thời gian khoác áo SO Caillolais, Cantona đã thi đấu hơn 200 trận.

### Auxerre
Câu lạc bộ chuyên nghiệp đầu tiên của Cantona là Auxerre, nơi ông chơi 2 năm ở đội trẻ rồi có trận ra mắt đội một vào ngày 5 tháng 11 năm 1983, ở trận thắng 4–0 tại trước Nancy giải quốc gia. Năm 1984, sự nghiệp bóng đá của ông bị gián đoạn do bận làm nghĩa vụ quân sự. Ngày 14 tháng 5 năm 1985, Cantona ghi bàn thắng đầu tiên cho Auxerre, lập công mở tỉ để đưa đội của ông vươn lên dẫn 2–0 trước Rouen trong một trận đấu quan trọng nhằm gây áp lực lên AS Monaco. Trong ngày thi đầu cuối mùa, Auxerre chạm trán với Strasbourg, trong bối cảnh Auxerre cần một điểm để giành vé dự Cúp UEFA mùa bóng sang năm; sau khi bị dẫn 1–0 ở hiệp một, Cantona ghi bàn gỡ hòa từ khoảng cách 25 yard và lần đầu thể hiện tài năng trước số đông khán giả. Sau khi giải ngũ, ông được đem cho mượn tới Martigues ở giải hạng hai của Pháp trước khi tái khoác áo Auxerre và ký bản hợp đồng chuyên nghiệp vào năm 1986. Màn thể hiện của ông ở giải vô địch quốc gia đã giúp ông có lần đầu tiên khoác áo tuyển quốc gia.
Một năm sau, Cantona một lần nữa gặp rắc rối vì tung cú tắc bóng kung-fu nguy hiểm vào cầu thủ Michel Der Zakarian của Nantes, dẫn đến án treo giò ba tháng, về sau được giảm án xuống hai tháng do câu lạc bộ Auxerre dọa sẽ không nhả cầu thủ để triệu tập lên tuyển quốc gia. Ông nằm trong đội tuyển U-21 Pháp đoạt chức vô địch U-21 châu Âu 1988, đặc biệt ghi một hat-trick ở trận tứ kết trước U-21 Anh, và ngay sau đó ông chuyển tới Marseille với mức phí kỷ lục của Pháp (22 triệu franc). Cantona từ bé đã là người hâm mộ Marseille.

### Marseille
Tháng 1 năm 1989, trong một trận giao hữu với Torpedo Moskva, ông đá quả bóng về phía khán giả, rồi xé rách và quăng áo đi sau khi bị thay ra nghỉ. Câu lạc bộ đã đáp trả bằng lệnh cấm ông thi đấu trong một tháng. Chỉ một tháng trước, ông đã bị cấm lên tuyển trong một năm sau khi lăng mạ huấn luyện viên tuyển quốc gia Henri Michel trên truyền hình.

#### Cho mượn tới Bordeaux và Montpellier
Sau khi chật vật để ổn định tại Marseille, Cantona chuyển đến Bordeaux theo dạng cho mượn 6 tháng và kế đến là Montpellier dưới dạng cho mượn dài một năm. Tại Montpellier, ông dính vào một cuộc ẩu đả với đồng đội Jean-Claude Lemoult và ném ủng của mình vào mặt Lemoult. Vụ việc đã làm cho sáu cầu thủ đệ đơn yêu cầu khai trừ Cantona, song với sự ủng hộ của các đồng đội như Laurent Blanc và Carlos Valderrama, câu lạc bộ vẫn để ông tiếp tục phục vụ, dẫu vậy họ cấm ông thi đấu trong 10 ngày. Cantona là nhân tố giúp đội giành Cúp quốc gia Pháp sau đấy và phong độ của nam cầu thủ đã thuyết phục Marseille đưa ông về.

#### Trở lại Marseille, chuyển nhượng tới Nîmes
Trở về Marseille, lúc đầu Cantona chơi tốt dưới quyền Gerard Gili và người kế nhiệm Franz Beckenbauer. Tuy nhiên, chủ tịch Bernard Tapie của Marseille không hài lòng với kết quả của đội, và thay thế Beckenbauer bằng Raymond Goethals; Cantona liên tục mâu thuẫn với Goethals và Tapie, thế nên dù cho giúp đội giành danh hiệu vô địch Pháp, ông bị chuyển đến Nîmes ở mùa giải kế tiếp với mức phí 10 triệu franc, ký bản hợp đồng dài ba năm.
Tháng 12 năm 1991, trong một trận đấu của Nîmes, Cantona ném bóng vào trọng tài vì tức giận với một quyết định của vị cầm còi. Ông bị Liên đoàn bóng đá Pháp gọi lên điều trần kỷ luật và bị cấm thi đấu một tháng. Cantona đáp trả bằng cách đi tới từng thành viên của ủy ban điều trần và gọi mỗi người là "thằng ngu". Lệnh cấm ông tăng lên 2 tháng, và sau đó Cantona thông báo treo giày vào ngày 16 tháng 12 năm 1991. Huấn luyện viên Michel Platini của đội tuyển Pháp là một người hâm mộ Cantona và thuyết phục ông trở lại. Theo lời khuyên của Gérard Houllier cũng như chuyên gia phân tâm học của mình, ông chuyển đến Anh để bắt đầu lại sự nghiệp: "Ông ấy [vị chuyên gia phân tâm học] khuyên tôi không ký với Marseille và nhắn nhủ tôi nên đến Anh."

#### Rời quê nhà và chuyển đến Anh
Ngày 6 tháng 11 năm 1991, sau chiến thắng 3–0 của Liverpool trước Auxerre ở vòng hai của Cúp UEFA, tức trận lượt về tại Anfield, huấn luyện viên Graeme Souness của Liverpool gặp gỡ đồng nghiệp người Pháp Michel Platini ở cuối trận; Platini đã chào mời bán Cantona cho Liverpool. Souness cảm ơn Platini, song từ chối lời mời vì cho rằng phòng thay đồ cần sự ôn hòa. Sau khi bị Liverpool từ chối, Cantona đi thử việc tại Sheffield Wednesday khi huấn luyện viên Trevor Francis của Wednesday được Platini và Dennis Roach (người đại diện cũ của Francis) tiếp cận. Trong cuộc phỏng vấn vào năm 2012, Francis giải thích rằng ông đã nhận lời tiếp nhận Cantona là vì muốn giúp Roach và Platini, những người mà ông quen biết từ quãng thời gian chơi bóng tại Ý, và dự định đó là cơ hội để Cantona tự đưa mình vào "tủ bày hàng tốt": Wednesday chỉ vừa được thăng hạng trở lại giải đấu cao nhất, với phần lớn đội hình vẫn còn hưởng lương ở tầm giải Hạng hai, và câu lạc bộ không đủ khả năng ký hợp đồng với ông. Cantona dành hai ngày tại Wednesday để tập luyện và đá trong một giải đấu trong nhà tại Sheffield Arena.

### Leeds United

#### Mùa giải 1991–92
Thương vụ Cantona đến Leeds United được thông báo vào tháng 1 năm 1992. Leeds sẽ trả 100.000 bảng Anh cho Nîmes để đưa ông về dưới dạng cho mượn cho đến ngày 15 tháng 4, sau đấy họ sẽ trả thêm 900.000 bảng Anh nữa để ký hợp đồng dài hạn với ông. Cantona có trận ra mắt Leeds trong trận thua 2–0 tại Oldham Athletic vào ngày 8 tháng 2 năm 1992. Tại Leeds, ông là thành viên của đội giành danh hiệu Football League First Division cuối cùng trước khi nó bị thay thế bằng giải Ngoại hạng ở hạng đấu cao nhất của bóng đá Anh. Ông có 15 lần ra sân, và dù chỉ ghi ba bàn thắng, ông là nhân tố giúp đội đoạt danh hiệu vô địch, chủ yếu kiến tạo cho chân sút chủ lực Lee Chapman. Cantona ghi bàn thắng đầu tiên cho Leeds trong trận thắng 2–0 trên sân nhà trước Luton Town vào ngày 29 tháng 2 và kiến tạo một bàn nữa cho Chapman. Do ít chơi bóng trong 6 tuần trước khi ký hợp đồng Leeds, Cantona chật vật tìm kiếm một suất đá trong một đội hình đã được củng cố, khi huấn luyện viên Howard Wilkinson ưa thích đưa ông vào để phá sức hàng thủ đã mỏi mệt của đội bạn. Trong trận gặp Tottenham Hotspur tại White Hart Lane vào ngày 7 tháng 3, Cantona vào sân từ ghế dự bị và kiến tạo một bàn thắng cho Gary McAllister, đảm bảo một thắng lợi đưa Leeds vươn lên dẫn hai điểm trước Manchester United (đội vẫn còn một trận chưa đấu) trong cuộc đua vô địch. Cantona được bố trí trong sơ đồ ba tiền đạo (cùng với Chapman và Rod Wallace) trong trận thắng hủy diệt Wimbledon 5–1 tại Elland Road vào ngày 14 tháng 3 năm, ông là người ghi bàn thứ tư của Leeds trong trận đấu.
Tham vọng vô địch của Leeds vẫn còn sau những bài thử thách khó nhằn trước Arsenal tại Highbury (trận hòa 1–1 với Cantona bị David Seaman cản phá bàn thắng muộn) và West Ham (trận hòa 0–0 với Cantona bị từ chối một bàn thắng ở hiệp một vì quyết định thổi việt vị ngớ ngẩn); tuy nhiên, đội để thua 4–0 trước Manchester City vào ngày 4 tháng 4 tại Maine Road, tạo điều kiện Manchester United giành lợi thế lần nữa trong cuộc đua vô địch. Trong trận gặp Chelsea vào ngày 11 tháng 4, Cantona vào sân thế chỗ Wallace khi trận đấu còn 20 phút và Leeds đang dẫn 1–0; ông kiến tạo bàn thứ 20 trong mùa giải của Chapman trước khi thực hiện cú lốp bóng ghi bàn vào lưới Chelsea, qua đầu hậu vệ Paul Elliott. Hai hôm sau, Wilkinson thông báo rằng Leeds định hoàn tất thương vụ mua Cantona từ Nîmes với giá 900.000 bảng Anh. Cantona được trả mức lương hậu hĩnh 7.000 bảng Anh một tuần, một mức thù lao lớn trong thời kì chưa có doanh thu từ truyền hình hay bóng đá châu Âu. Bắt đầu bằng trận đấu kể trên với Chelsea, Leeds tiếp tục bất bại trong 5 trận đấu cuối, cầm chắc chức vô địch vào dịp cuối tuần áp chót với chiến thắng 3–2 trước Sheffield United, còn Manchester United thất bại trước Liverpool.

#### Mùa giải 1992–93
Trong trận Siêu cúp Anh 1992 vào tháng 8, khi Leeds mất nhiều cầu thủ chủ chốt, Cantona ghi một cú hat-trick trong trận thắng 4–3 trước Liverpool, đây là hat-trick đầu tiên tại Siêu cúp Anh kể từ Tommy Taylor vào năm 1957. Cú hat-trick của Cantona đưa ông vào nhóm số ít các cầu thủ có hai hoặc ba bàn thắng trong các trận đá tại sân vận động Wembley. Leeds bắt đầu hành trình bảo vệ danh hiệu bằng trận thắng 2–1 trước Wimbledon vào ngày 15 tháng 8; Cantona đá chính cùng Chapman đá cắm, nhưng trận đấu diễn ra yên ắng, dù ông bị nhận tấm thẻ vàng đầu tiên ở môi trường bóng đá Anh sau 17 trận. Sau khi Cantona ghi bàn thắng đầu tiên tại giải quốc gia mùa bóng mới trong thất bại 4–1 trước Middlesbrough, ông tiếp tục ghi một cú hat-trick nữa, bàn đầu tiên tại giải Ngoại hạng mới ra đời trong trận thắng 5–0 trước Tottenham vào ngày 25 tháng 8. Rồi Cantona bay tới Paris để thi đấu cho đội tuyển quốc gia Pháp trận giao hữu với Brazil cùng ngay hôm ấy, do huấn luyện mới nắm quyền Gérard Houllier mong muốn có toàn bộ đội hình trong tận đầu tiên của ông.
Leeds tụt xuống giữa bảng xếp hạng với trận hòa 2–2 mặc cho màn thể hiện xuất sắc của Cantona, cùng hai pha cứu thua xuất chúng của thủ thành trẻ David James trước đối thủ thách thức danh hiệu Liverpool vào ngày 29 tháng 8; và 3 hôm sau Cantona ghi một cú đúp vào lưới Oldham. Nhưng rồi Leeds thất thủ 2–0 trước Manchester United tại Old Trafford vào ngày 2 tháng 9, khi Cantona vào sân từ ghế dự bị và suýt ghi bàn bằng một cú đá kiểu xe đạp chổng ngược. Trận đầu tiên của Leeds ở Cúp C1 kể từ năm 1974–75 đã khởi đầu tệ hại bằng trận thua 3–0 trước Stuttgart vào ngày 16 tháng 9; Cantona (đang chật vật với chấn thương gân khoeo) có một đường chuyến hỏng dẫn tới bàn mở tỉ số của Stuttgart, qua đó làm trầm trọng thêm mối quan hệ vốn đã rạn nứt với huấn luyện viên Wilkinson. Cantona bỏ lỡ hai trận đấu kế tiếp, trận hòa 1–1 trước Southampton và trận thắng 4–1 trước Scunthorpe United tại Cúp Liên đoàn, bất chấp chấn thương ông vẫn trở lại ngay lập tức để giúp Leeds thắng trận đầu tiên ở giải quốc gia sau 6 trận, trận thắng 2–0 trước Everton vào ngày 26 tháng 9.
Tuy Cantona đá chính trong trận thua 4–0 trước Manchester City vào ngày 7 tháng 9, nhưng có một màn trình diễn không tốt so với phần còn lại của đội. Sau đó Cantona đã phạm "hai sai lầm chết người", làm cho Leeds bị Watford loại khỏi Cúp Liên đoàn vào ngày 10 tháng 11. Bất chấp phải chịu đựng cùng đội bóng, Wilkinson (thay vì Cantona) đã đứng ra nhận trách nhiệm, sau khi phải "hồi sinh" đội với một số ngôi sao đã lớn tuổi. Mặc dù Cantona ghi bàn (bằng vai) cho tuyển Pháp trước Phần Lan sau đó 4 ngày, Wilkinson vẫn loại ông khỏi đội hình, chỉ ra lý do "căng cơ háng" thiếu thuyết phục của nam cầu thủ khi có chiến thắng bất ngờ song vang đội 3–0 trước Arsenal, kết thúc chuỗi 6 trận toàn thắng của Pháo thủ. Nổi giận vì bị gạt ra ngoài, Cantona từ chối thông báo tập luyện và nhắn tin fax đề nghị chuyển nhượng tới câu lạc bộ vào ngày 24 tháng 11, cho biét ưu tiên gia nhập Manchester United, Liverpool hoặc Arsenal.

### Manchester United

#### Chuyển nhượng từ Leeds United
Tin Cantona sắp chuyển từ Leeds sang khoác áo đối thủ cạnh tranh Manchester United đã làm các cổ động viên của Leeds phản đối dữ đội. Tuy nhiên, vụ chuyển nhượng được hầu hết giới chuyên gia bóng đá xem là một thương vụ tốt, nhằm loại bỏ một cầu thủ ngỗ nghịch khỏi đội. Cantona rời Leeds để khoác áo Manchester United với mức phí 1,2 triệu bảng Anh vào ngày 26 tháng 11 năm 1992. Chủ tịch Bill Fotherby của Leeds đã gọi điện cho chủ tịch Martin Edwards của Manchester United để hỏi có được lấy Denis Irwin không. Lúc ấy Edwards họp bàn với huấn luyện viên Alex Ferguson, rồi hai người nhất trí rằng Irwin không phải hàng để bán. Ferguson xác định rằng đội của ông cần một tiền đạo, và đã đưa ra những mức phí chuyển nhượng chưa thành công cho David Hirst, Matt Le Tissier và Brian Deane, từ đó nhờ chủ tịch MU hỏi xem Cantona có phải hàng để bán không. Fotherby tham khảo tư vấn từ Wilkinson, song ít ngày sau thì thương vụ được chốt.

##### Mùa giải 1992–93
—Cựu huấn luyện viên Alex Ferguson của Manchester United nói về Cantona.
Cantona đến nơi quá trễ nên không kịp đăng ký thi đấu trong trận thắng 1–0 của United trước Arsenal vào ngày 28 tháng 11, nhưng đã có mặt trên khán đài sân Highbury khi đội bóng mới cầm chắc chiến thắng quan trọng. Ông có lần đầu ra sân cho câu lạc bộ vào ngày 1 tháng 12 năm 1992 trong trận giao hữu với Benfica tại Lisbon để kỷ niệm sinh nhật thứ 50 của danh thủ Eusébio, và anh chọn mặc chiếc áo số 10. Anh có trận ra mắt chính thức khi vào sân ở hiệp hai trong trận đối đầu Manchester City tại Old Trafford vào ngày 6 tháng 12. United thắng chung cuộc 2–1, dù Cantona không gây dấu ấn là bao ngày hôm đó.
—Tạp chí FourFourTwo, "Cantona đã làm thay đổi Manchester United, Ngoại hạng Anh và Christmas Carol như thế nào”
Mùa giải của United trở nên thật đáng thất vọng sau bản hợp đồng của Cantona. Họ bị tụt lại so với những đối thủ chi tiêu đậm như Aston Villa và Blackburn Rovers trong cuộc đua giành danh hiệu Ngoại hạng Anh đầu tiên, cũng như các đội "ngựa ô" gồm Norwich City và Queens Park Rangers. Khâu săn bàn đã trở thành vấn đề kể từ nửa mùa giải trước – kết quả là họ đã phải trả giá bằng chức vô địch khi hứng chịu những thất bại hoặc bị cầm hòa bởi những đối thủ mà họ tưởng như dễ đánh bại. Ferguson lúc đầu cố ký hợp đồng với Alan Shearer từ Southampton nhân lúc khép lại mùa giải 1992, song để tuột mất chân sút này vào tay Blackburn Rovers. Sau đó ông chi 1 triệu bảng Anh cho Dion Dublin, cầu thủ bị gãy chân ở vài trận trước mùa giải và phải nghỉ thi đấu 6 tháng. Lời đề nghị trị giá 3 triệu bảng Anh cho tiền đạo David Hirst của Sheffield Wednesday bị từ chối, và đến ngày 7 tháng 11, United dang xếp thứ 8 ở giải Ngoại hạng.
Cantona nhanh chóng hòa nhập cùng đội bóng, đá cặp với Mark Hughes, trong khi Brian McClair được chuyển sang đá tiền vệ. Cantona góp công lớn vào việc đảo ngược vận mệnh của đội, không chỉ ghi bàn mà còn tạo ra cơ hội cho cầu thủ khác chơi ở hàng tiền vệ. Bàn thắng đầu tiên của ông cho United đến trong trận hòa 1–1 trên sân Stamford Bridge của Chelsea vào ngày 19 tháng 12 năm 1992, và ông ghi bàn thứ hai đúng dịp Lễ tặng quá trong trận hòa 3–3 ở chuyến làm khách của Sheffield Wednesday tại Hillsborough, nơi họ giật lại một điểm sau bị dẫn trước 3–0. Tuy nhiên, tranh cãi vẫn chưa bao giờ biến mất, và trong lần trở về sân Elland Road để chạm trán Leeds ít tuần sau, anh đã nhổ nước bọt vào một cổ động viên và bị Liên đoàn bóng đá Anh phạt 1.000 bảng Anh. United chỉ thua đúng hai trận sau khi Cantona đến, và kết thúc mùa bóng với 10 điểm cách biệt ở vị trí đầu bảng, hoàn tất chức vô địch lần đầu tiên sau 26 năm, và biến Cantona thành cầu thủ đầu tiên vô địch hạng đấu cao nhất của Anh với các câu lạc bộ khác nhau. Anh đã giành chức vô địch quốc gia với những câu lạc bộ khác nhau trong ba mùa bóng liên tiếp, sau khi giúp Marseille vô địch Pháp vào năm 1991.

##### Mùa giải 1993–94
—Cựu đồng đội ở Manchester United Roy Keane chia sẻ về Cantona.
United đã bảo vệ thành công chức vô địch Ngoại hạng Anh, và hai bàn thắng trên chấm phạt đền của Cantona đã giúp đội thắng đậm 4–0 trước Chelsea trong trận chung kết Cúp FA 1994. Ông cũng giành được tấm huy chương á quân tại Cúp Liên đoàn Anh, sau khi United thua 3–1 trước Aston Villa trong trận chung kết. Ông được bầu chọn là Cầu thủ xuất sắc nhất năm của PFA ở mùa giải ấy, và là chân sút ghi bàn số một của United với 25 bàn thắng ở mọi giải đấu. Tuy nhiên, mùa bóng không thiếu những khoảnh khắc gây tranh cãi; Cantona bị đuổi khỏi sân khi đội bóng bị loại bởi Galatasaray ở Champions League, và ông bị đuổi ở trong hai trận liên tiếp ở Ngoại hạng Anh vào tháng 3 năm 1994, lần lượt trước Swindon Town và sau đó là Arsenal. Hai tấm thẻ đỏ liên tiếp làm Cantona bị cấm thi đấu 5 trận, tính cả trận bán kết Cúp FA chạm trán Oldham Athletic mà United đã hòa 1–1. Cantona có mặt trong trận tái đấu và giúp họ giành chiến thắng 4–1.
1993–94 là mùa giải đầu tiên có số áo ở giải Ngoại hạng Anh. Cantona được trao số 7, số áo mà ông mặc trong suốt phần còn lại sự nghiệp ở United; số áo trở thành biểu tượng của câu lạc bộ, từng được mặc bởi những huyền thoại của câu lạc bộ như George Best và Bryan Robson. Tuy nhiên, những số áo chưa được đưa vào khuôn khổ các trận đấu ở Champions League và Cantona đã mặc áo số 9 trong 4 trận sân nhà và sân khách trước Kispest Honvéd và Galatasaray. Ngày 19 tháng 12 năm 1993, ông ghi hai bàn vào lưới Aston Villa (á quân mùa bóng trước) trong trận thắng 3–1, giúp United tạo khoảng cách 13 điểm ở ngôi đầu bảng xếp hạng. Ngay sau đó họ gia tăng cách biệt lên 16 điểm, và sau cùng là 8 điểm so với đội á quân Blackburn. Cantona là chân sút số một của United với 26 bàn ở mọi giải đấu.

##### Mùa giải 1994–95, cú 'kung-fu' và bị cấm thi đấu
Ở mùa giải 1994–95, United hướng tới chức vô địch quốc gia thứ ba liên tiếp, và trong nửa đầu mùa bóng, mọi chuyện diễn ra tương đối suôn sẻ cho câu lạc bộ và các cầu thủ. Mùa giải bắt đầu bằng chiến thắng 2–0 trên sân Wembley trước Blackburn ở Siêu cúp Anh, trong đó Cantona ghi một bàn đá phạt đền. Sau đó Cantona tiếp tục ghi bàn cho Manchester United, gây sức ép lớn lên Blackburn, đội dang dẫn đầu bảng trong phần lớn mùa giải, đặc biệt là trận thắng 4–2 tại Ewood Park vào cuối tháng 10, trong đó Cantona có tên trên bảng điện tử. Một tháng sau, ông cũng điền tên bàn lên bảng điện tử trong trận thắng derby đáng nhớ 5–0 trước Manchester City, và vào ngày 22 tháng 1 ông ghi bàn quyết định trong trận thắng 1–0 trên sân nhà trước Blackburn, làm cho cuộc đua vô địch thêm phần nghẹt thở hơn và nâng tổng số bàn thắng của Cantona tại Ngoại hạng Anh ở mùa bóng ấy lên con số 12. Ông còn ghi một bàn nữa trong trận thắng ở vòng ba Cúp FA trước Sheffield United, và đã có thể lập cú đúp. Sự xuất hiện của tiền đạo Andy Cole từ Newcastle United vào ngày 10 tháng 1 càng làm củng cố thêm những hy vọng vô địch của United, ngay cả khi Cole đã từng giành Cúp FA.
Ngày 25 tháng 1 năm 1995, ông dính vào một vụ việc trở thành tâm điểm chú ý và gây tranh cãi toàn thế giới. Trong trận đấu làm khách của Crystal Palace, Cantona bị trọng tài đuổi khỏi sân bởi hành vi đá vào hậu vệ Richard Shaw của Palace sau khi Shaw làm Cantona nản lòng trong suốt trận đấu bằng cách đeo bám ông. Khi đi bộ tiến về phía đường hầm, Cantona đã tung ra một cú đá kiểu 'kung-fu' vào khán giả, hướng vào cổ động viên Matthew Simmons của Palace, người đã chạy từ 11 bậc thang xuống để đối mặt và quát Cantona. Simmons bị cáo buộc đã phát ngôn "Cút mẹ mày về đất Pháp đi, thằng khốn người Pháp". Thế là Cantona tung ra cú đá cùng hàng loạt cú đấm. Một lệnh cấm thi đấu dài hạn là không thể tránh khỏi, một số người phê phán còn kêu gọi trục xuất Cantona và không bao giờ cho phép ông chơi bóng ở Anh nữa, trong khi một bộ phận người khác kêu gọi cấm ông chơi bóng suốt đời.
Bên cạnh án kỷ luật từ câu lạc bộ và Liên đoàn bóng đá Anh (FA), Cantona còn đối mặt với cáo buộc hành hung (được ông thừa nhận vào ngày 23 tháng 3), dẫn tới 2 tuần trong tù, mặc dù ông được tại ngoại trong lúc chờ kháng án. Vụ việc được tòa thượng thẩm lật lại một tuần sau, thay vào đó ông bị kết án 120 giờ lao động công ích, đó là huấn luyện thiếu nhi tại sân tập của United. Tại một buổi họp báo sau đó, Cantona phát biểu bằng một phong thái từ tốn và thận trọng:
—Phát ngôn ngắn gọn và được đưa tin rộng rãi của Cantona
Sau đấy Cantona đứng dậy và đột ngột bỏ đi, để lại một phòng truyền thông chật kín trong sự ngạc nhiên và bối rối – một số người cười phá lên – số người khác trong phòng thì cố giải mã những câu từ khó hiểu của ông. Theo mong muốn từ phía FA, hành động đầu tiên của United là phạt Cantona 20.000 bảng Anh vì tội hành hung và xác nhận rằng ông sẽ không chơi cho đội một trong phần còn lại của mùa giải, mặc cho United vẫn đang trong chiến dịch chinh phục cú đúp danh hiệu thứ hai. Ông cũng bị tước băng thủ quân đội tuyển quốc gia Pháp bởi huấn luyện viên Aimé Jacquet. Rồi FA tăng án cấm lên 8 tháng (tính cả ngày 30 tháng 9 năm 1995) và phạt ông thêm 10.000 bảng Anh nữa. Giám đốc điều hành của FA, Graham Kelly miêu tả vụ tấn công của Cantona là "một vết nhơ trong trò chơi của chúng ta", mang đến nỗi hổ thẹn trong môn bóng đá. Còn FIFA sau đấy xác nhận án phạt trước toàn thế giới, tức là Cantona không thể lách cấm bằng cách chuyển đi hoặc cho mượn tới một câu lạc bộ nước ngoài. Cantona không bao giờ thi đấu cho tuyển quốc gia Pháp lần nào nữa. Câu lạc bộ MU của ông sau cùng mất chức vô địch Ngoại hạng Anh vào tay Blackburn.
Truyền thông đã đồn đoán rằng Cantona sẽ rời United để thi đấu cho một câu lạc bộ nước ngoài khi án cấm kết thúc, nhiều nhà quan sát thấy rằng ông sẽ không thể đối phó với sự khiêu khích khó tránh khỏi từ các cầu thủ đối phương và người hâm mộ, song Ferguson đã thuyết phục ông ở lại Manchester, bất chấp sự quan tâm từ câu lạc bộ Inter Milan của Ý (đội đã cố lôi kéo đồng đội Paul Ince của ông tới Ý năm đó).
Thậm chí sau khi ký hợp đồng mới, Cantona thất vọng bởi những điều lệ trong án cấm của ông (thậm chí không cho phép ông chơi trong các trận đấu giao hữu không khán giả), và vào ngày 8 tháng 8, ông đệ đơn yêu cầu chấm dứt hợp đồng, do không còn muốn chơi bóng ở Anh nữa. Eric làm vậy sau khi United bị FA khiển trách vì cho Cantona ra sân trong một trận đấu với một câu lạc bộ khác tại sân tập của đội (được xác định là một trận đấu giao hữu mặc dù câu lạc bộ tổ chức trận này nhằm tập luyện), vì án cấm chỉ cho phép ông chơi trong loại hình trận đấu kiểu này. Yêu cầu bị bác bỏ và hai hôm sau, sau một buổi gặp gỡ tại Paris với Ferguson, ông tuyên bố sẽ ở lại câu lạc bộ. Năm 2011, Cantona cho biết vụ tấn công Simmons là "cảm giác tuyệt vời" và kỷ niệm mà ông vui vì được người hâm một trân trọng, nhưng "... nó là một sai lầm". Năm 2002, tai tiếng của cú đá Kung fu đã khiến vụ việc được xếp thứ 12 trong cuộc bầu chọn 100 khoảnh khắc thể thao vĩ đại nhất của kênh Channel 4.

##### Mùa giải 1995–96

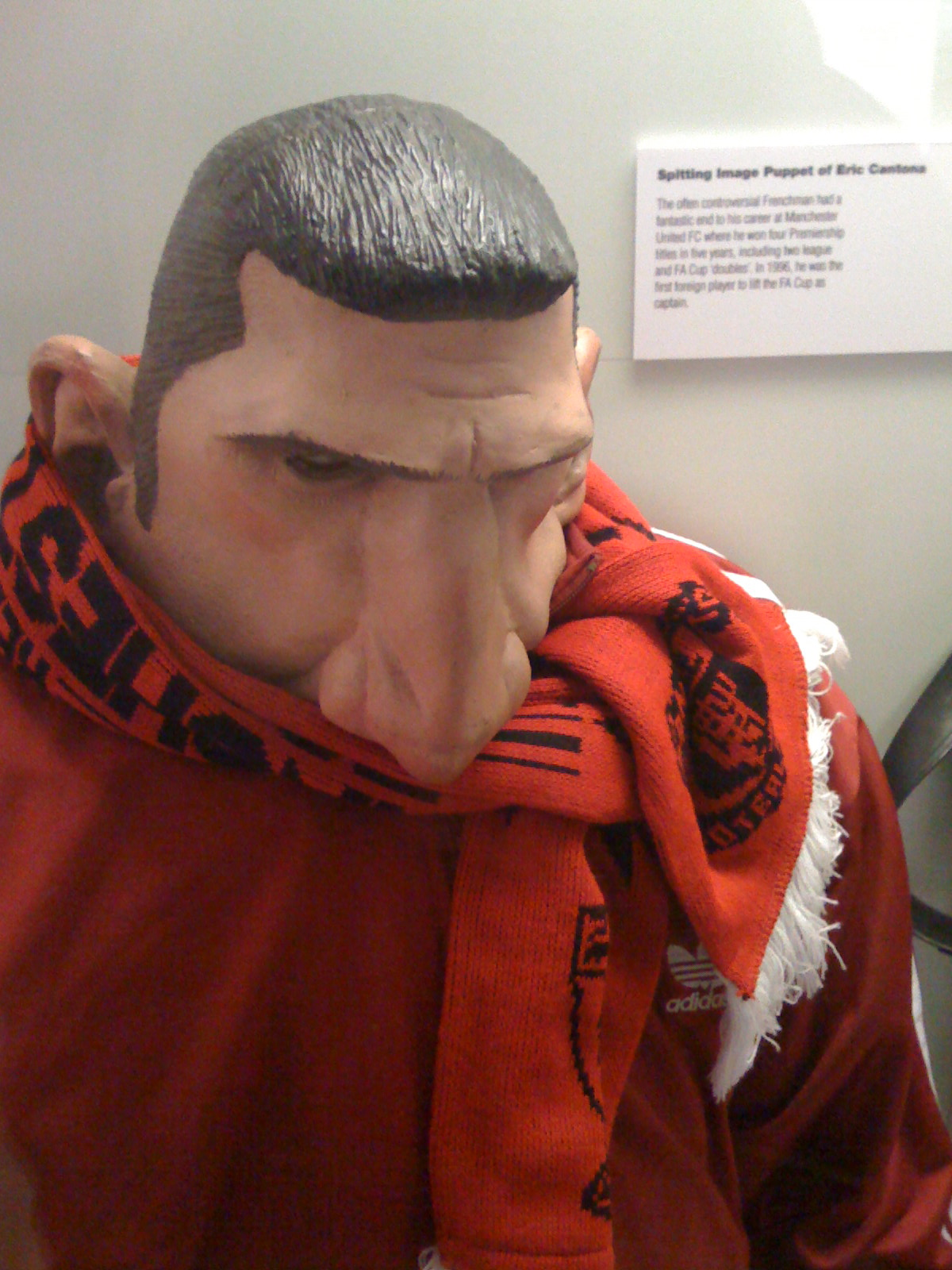
Con rối hình Cantona xuất hiện trong chương trình rối châm biếm Spitting Image của Anh ở thập niên 1990.

Trong trận đấu tái xuất với đối thủ truyền kiếp Liverpool vào ngày 1 tháng 10 năm 1995, Cantona kiến tạo một bàn cho Nicky Butt sau hai phút vào sân, rồi ghi một bàn đá phạt đền sau khi Ryan Giggs bị phạm lỗi để mang về một điểm cho United trong trận hòa 2–2 trên sân nhà. Tuy nhiên, 8 tháng không thi đấu bóng đá đã làm Cantona phải chật vật lấy lại phong độ trước Giáng Sinh – tính đến 24 tháng 12, khoảnh cách giữa United và đội dẫn đầu bảng Newcastle đã tăng lên tới 10 điểm.
Tuy nhiên, sau thất bại trước Tottenham vào dịp Năm mới, United trải qua 12 trận bất bại liên tiếp ở Ngoại hạng Anh, trong đó có lần đầu Cantona ghé săn Selhurst Park kể từ khi bị cấm, và ông đã lập cú đúp trong trận thắng 4–2 trước Wimbledon. Ở chiến thắng trước Arsenal vào ngày 20 tháng 3, Cantona ghi bàn duy nhất của trận đấu bằng một cú vô lê xa 25 yard, giúp United soán ngôi Newcastle trong cuộc đua vô địch và nắm giữ ngôi đầu cho đến hết mùa. Bàn thắng kể trên nằm trong chuỗi ghi bàn trong 6 trận liên tiếp của cá nhân Cantona, bốn trong số đó là bàn thắng duy nhất của trận đấu. Ông ghi bàn thứ 5 trong trận thắng 5–0 trước Nottingham Forest ở ngày áp chót mùa giải, kết quả ấy đồng nghĩa với việc United thực tế chỉ cần tránh thất thủ trước Middlesbrough trong ngày bế mạc giải; họ giành chiến thắng 3–0 để đoạt danh hiệu vô địch quốc gia thứ ba trong 4 năm. Cantona kết thúc mùa giải với tư cách cây làm bàn số một của câu lạc bộ: 14 bàn sau 30 trận ra sân.
Lệnh cấm Cantona thi đấu làm ông không thể ra sân tại các chiến dịch Cúp Liên đoàn hay cúp châu Âu, song ông đã ghi bàn ở 4 trong 6 trận của United để đưa đội tiến đến trận chung kết cúp FA 1996 chạm trán Liverpool, lần thứ ba liên tiếp hai đội đụng độ tại giải. Trong hoàn cảnh đội trưởng Steve Bruce thường xuyên vắng mặt vì chấn thương, Cantona là người đeo băng thủ quân trong trận chung kết và hoàn thành trọng trách thủ lĩnh đội bằng bàn thắng duy nhất của trận đấu, một cú vô lê từ rìa vòng 18 thước ở phút thứ 68 sau khi Liverpool thực hiện quả đá phạt góc thất bại. Chiến thắng của United biến họ thành câu lạc bộ đầu tiên đoạt cú đúp danh hiệu quốc nội hai lần và Cantona trở thành đội trưởng đầu tiên từ ngoài Quần đảo Anh đoạt Cúp FA.

##### Mùa giải 1996–97
—Sau khi giải nghệ, vào tháng 5 năm 1997 Cantona có một bản thánh ca về mình (và "Cantona 7") được cấp quyền thương hiệu quảng bá.
Cantona được chọn làm thủ quân của United ở mùa giải 1996–97 sau khi Bruce chuyển tới câu lạc bộ Birmingham City. United bảo vệ thành công chức vô địch ở mùa giải 1996–97; Cantona đã giành 4 danh hiệu vô địch quốc gia trong 5 năm gắn bó với đội bóng, và là danh hiệu quốc nội thứ 6 trong 7 năm, tính cả những chức vô địch mà ông đoạt cùng Marseille và Leeds, ngoại trừ mùa 1994–95 vì ông phải lĩnh án treo giò ở nửa sau mùa giải. Khoảnh khắc nổi bật của Cantona ở mùa bóng cuối cùng là một bàn thắng và màn ăn mừng đáng nhớ trước Sunderland vào tháng 12 năm 1996; sau khi chọc thủng lưới thủ môn Lionel Pérez của Sunderland từ ngay trong khu vực cấm địa, Cantona ăn mừng bằng cách đứng yên, vẻ mặt vô cảm, từ từ xoay lưng lại và giơ tay ôm đầu McClair, cầu thủ kiến tạo cho ông.
Ở cuối mùa giải, ông thông báo giải nghệ bóng đá ở tuổi 30. Trận thi đấu chuyên nghiệp cuối của ông là trận gặp West Ham vào ngày 11 tháng 5 năm 1997; 5 ngày trước khi giải nghệ, ông còn xuất hiện lần cuối vào ngày 16 tháng 5 để tri ân David Busst (người đã chấm dứt sự nghiệp vì một chấn thương trước United năm ngoái) trong trận gặp Coventry City tại Highfield Road. Cantona ghi tổng cộng 64 bàn thắng cho United ở Ngoại hạng Anh, 13 bàn ở cúp quốc gia và 5 bàn ở Champions League, nâng tổng số bàn của ông lên con số 82 trong chưa đầy 5 năm.

### Sau khi giải nghệ
Năm 1998, nhân dịp 100 năm ra đời Football League, ban tổ chức giải đã điền tên Cantona vào danh sách 100 huyền thoại giải đấu. Những thành tích của Cantona được ghi dấu thêm vào năm 2002 khi ông là người đầu tiên được ghi danh vào Đại sảnh danh vọng bóng đá Anh. Năm 1998, Cantona tổ chức một trận đấu giữa các cầu thủ của Manchester United với những cầu thủ khác từ khắp nơi trên thế giới, lúc đầu định để tưởng nhớ những nạn nhân của thảm họa hàng không München vào năm 1958 và gia đình của họ, song trận đấu đã được gộp thành một trận đấu tri ân chính Cantona.
Trong cuốn tự truyện Managing My Life của mình xuất bản năm 1999, Alex Ferguson cho biết Cantona đã thông báo cho ông về quyết từ giã sân cỏ chỉ 24 giờ sau thất bại ở bán kết Champions League của Manchester United trước Borussia Dortmund, mặc dù tới gần một tháng sau thì quyết định ấy mới được công bố trước dư luận. Trong thời gian đó, có người đồn đoán về tương lai của ông tại Manchester United, trong đó có động thái chuyển tới câu lạc bộ Real Zaragoza của Tây Ban Nha. Trở lại Anh vào năm 2003 để nhận giải cầu thủ nước ngoài hay nhất thập kỷ tại giải thưởng 10 năm Giải bóng đá Ngoại hạng Anh, Cantona chia sẻ về quyết định giải nghệ sớm của mình: "Việc bỏ bóng đá chẳng dễ dàng gì, đời bạn trở nên khó khăn. Lẽ ra tôi nên biết vậy vì đôi khi tôi cảm thấy mình giải nghệ quá sớm. Tôi yêu trận đấu song không còn nhiệt huyết để đi ngủ sớm, không ra ngoài chơi với bạn bè, không uống rượu và không làm nhiều thứ khác, những thứ mà tôi thích trong đời." Năm 2004, Cantona được cho đã phát ngôn: "Tôi rất tự hào vì người hâm mộ vẫn hát tên tôi, nhưng tôi sợ nay mai họ sẽ ngừng lại. Tôi sợ thế bởi vì tôi yêu nó. Mọi thứ mà bạn yêu quý, bạn sợ sẽ đánh mất chúng."
Trong lần phỏng vấn trên số báo "Number 7s" của United (tạp chí chính thức của Manchester United) vào tháng 8 năm 2006, ông cho biết mình sẽ chỉ trở lại United với tư cách 'Số 1' (tức là không trở lại với tư cách trợ lý huấn luyện hay huấn luyện viên), sẽ tạo ra một đội bóng chẳng giống ai và chơi bóng theo cách mà ông muốn; tuy nhiên, Cantona phản đối quyền sở hữu Manchester United của gia đình Glazer và cho biết ông sẽ không trở lại câu lạc bộ (bất kể là với tư cách huấn luyện), chừng nào họ còn nắm quyền.
Tháng 3 năm 2014, Cantona bị bắt giữ và cảnh cáo vì hành vi tấn công trên Đường Regent's Park ở Camden, Bắc Luân Đôn. Nạn nhân không cần đến sự chăm sóc y tế. Cantona nhận giải chủ tịch UEFA vào tháng 8 năm 2019. Với việc đội một chiếc mũ phẳng, ông bắt đầu trích lại từ vở King Lear của William Shakespeare – "Như những con ruồi so trước cá cậu bé tinh nghịch, ta có địa vị tương tự trước các vị thần" – trước khi nhắc đến khoa học, chiến tranh và hình sự. Tương tự với phản ứng ở buổi họp báo "hải âu" của ông vào năm 1995, khán giả lúng túng mà theo dõi trong im lặng.

## Sự nghiệp quốc tế
Cantona có lần ra mắt đội tuyển quốc gia Pháp trong trận gặp Tây Đức vào tháng 8 năm 1987, dưới quyền huấn luyện của Henri Michel. Tháng 9 năm 1988, trong cơn giận dữ vì bị loại khỏi tuyển quốc gia, Cantona chửi Michel là một "tên khốn" trong một buổi phỏng vấn trên truyền hình sau trận đấu và bị cấm lên tuyển vô thời hạn. Tuy nhiên, ngay sau đó Michel bị sa thải vì không thể đưa tuyển Pháp dự giải vô địch bóng đá thế giới 1990. Huấn luyện viên mới là Michel Platini và một trong những động thái đầu tiên của ông là tái triệu tập Cantona. Platini cho biết chừng nào ông còn là huấn luyện viên đội tuyển, Cantona sẽ được lựa chọn đá cho tuyển Pháp miễn là Eric thể hiện thứ bóng đá đẳng cấp hàng đầu; chính Platini là người đề xướng để Cantona chuyển đến Anh bắt đầu lại sự nghiệp. Pháp giành vé dự giải vô địch châu Âu 1992 được tổ chức ở Thụy Điển, song không thắng nổi một trần nào bất chấp có sự phối hợp trên hàng công giữa Cantona và Jean-Pierre Papin. Platini từ chức sau vòng chung kết và người lên thay ông là Gérard Houllier.
Dưới quyền Houllier, Pháp không thể giành vé dự giải vô địch thế giới 1994 tại Mỹ sau khi thua trận tranh vé vớt 2–1 trên sân nhà trước Bulgaria, trong hoàn cảnh một trận hòa là điều kiện đủ. Houllier từ chức và Aimé Jacquet lên kế nhiệm. Jacquet bắt đầu tái xây dựng lực lượng chuẩn bị cho giải vô địch châu Âu 96 và chỉ định Cantona là thủ quân. Cantona vẫn mang băng thủ quan cho tới khi xảy ra sự cố ở Selhurst Park vào tháng 1 năm 1995. Án treo giò từ vụ việc trên cũng làm ông vắng mặt trong các trận đấu của đội tuyển.
Cho đến khi Cantona mãn hạn treo giò, ông đã mất vị trí chân kiến thiết của đội vào tay Zinedine Zidane, do Jacquet điều chỉnh đội hình với một vài cầu thủ mới. Cantona, Papin và David Ginola mất suất đá và chẳng bao giờ được đá cho tuyển Pháp lần nào nữa, vì thế mà bỏ lỡ giải vô địch châu Âu 1996. Mặc dù bị giới truyền thông chỉ trích vì bỏ sót Cantona, trong khi ông đang chơi thứ bóng đá hay nhất của mình tại Ngoại hạng Anh, Jacquet cho biết đội hình vận hành tốt mà không cần Cantona, và vị huấn luyện viên muốn giữ niềm tin với những cầu thủ mà mình đã chọn. Năm 2015, trong một buổi phỏng vấn với đài phát thanh France Info của Pháp, Cantona chia sẻ rằng nếu vẫn được chơi cho tuyển quốc gia, ông đã kéo dài sự nghiệp để thi đấu ở giải vô địch thế giới 1998, được tổ chức ở đất nước quê nhà của Cantona. Cantona vẫn mang nỗi oán giận những người đứng đầu tuyển quốc gia Pháp, song cũng ngưỡng mộ đất nước bóng đá đã cưu mang ông; tại giải vô địch châu Âu 2004 và giải vô địch thế giới 2006, ông cổ vũ cho tuyển Anh thay vì Pháp.

## Sự nghiệp sau giải nghệ

### Sự nghiệp diễn xuất

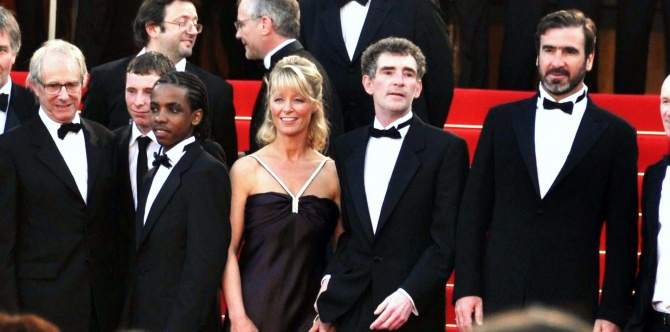
Cantona (ngoài cùng bên phải) tại buổi ra mắt phim Looking for Eric (2009) của Ken Loach tại Liên hoan phim Cannes 2009.

Sau khi giải nghệ bóng đá, ông tập trung chủ yếu làm diễn viên điện ảnh Pháp, có được vai diễn đầu tiên là một vận động viên rugby trong phim Le bonheur est dans le pré, được ghi hình trong thời gian bị cấm chơi bóng vào năm 1995. Cuối thập niên 1990, ông nhận vai một đại sứ Pháp trong phim tiếng Anh Elizabeth (1998). Năm 2002, ông đạo diễn phim ngắn Apporte-moi ton amour. Ông có một vai khách mời là một triết gia bí ẩn trong phim độc lập Jack Says của Anh, được phát hành trên DVD vào tháng 9 năm 2008. Ông thủ vai đạo diễn Thierry Grimandi trong French Film (2009), và là nhà đồng sản kiêm diễn viên chính trong bộ phim tranh giải Cành cọ vàng Looking for Eric (2009) của Ken Loach. Ông vào vai trong người Corse trong phim Viễn Tây Đan Mạch The Salvation, được trình chiếu tại Liên hoan phim Cannes 2014 vào ngày 17 tháng 5 năm 2014. Tháng 1 năm 2020, Cantona thủ vai Vua trong MV cho ca khúc "Once" của Liam Gallagher.

### Bóng đá bãi biển
Ngay sau khi chia tay Manchester United vào năm 1997, Cantona trở thành thủ quân của đội tuyển bóng đá bãi biển quốc gia Pháp; ông có niềm yêu thích môn thể thao này nhờ em trai Joel, cầu thủ của tuyển quốc gia Pháp đi khắp thế giới để chơi bóng. Cantona tiếp tục yêu thích các trận bóng đá bãi biển ở Nam Á và tại Cúp bóng đá bãi biển Kronenbourg đầu tiên vào năm 2002, được tổ chức ở thành phố Brighton, Anh.
Là một nhân vật tên tuổi, Cantona là nhân vật chủ chốt cho sự phát triển của môn bóng đá bãi biển trong những năm đầu phổ cập môn thể thao này, ông là một thỏi nam châm thu hút người hâm mộ tới các sự kiện bóng đã bãi biển, và còn giúp quảng bá bộ môn bằng chia sẻ vào năm 2002: "Về mặt thể chất môn này thật khó, về mặt kĩ chiến thuật cũng vậy. Ta phải làm việc rất chăm chỉ và tập luyện thường xuyên cùng nhau. Bóng đá bãi biển có mọi yếu tố để trở thành một môn thể thao tuyệt vời."
Ông gặt hái được thành công đáng kể trong vai trò huấn luyện và thi đấu trong đội tuyển quốc gia Pháp, đoạt được danh hiệu châu Âu đầu tiên của đội tại giải vô địch bóng đá bãi biển châu Âu 2004 và giải vô địch bóng đá bãi biển thế giới đầu tiên vào năm 2005 tại Rio de Janeiro, chức vô địch thế giới đầu tiên và duy nhất của Pháp tính đến nay. Đây là năm cuối Cantona làm cầu thủ. Tuy nhiên ông vẫn tiếp tục huấn luyện tuyển Pháp tại giải vô địch bóng đá bãi biển thế giới 2006, giành được hạng ba chung cuộc. Năm 2007, Cantona gặt hái thành công nữa trong vai trò huấn luyện, đưa Pháp cán đích ở hạng 4 tại giải vô địch thế giới và suýt đoạt danh hiệu vô địch châu Âu thứ hai, trở thành á quân sau khi thua Bồ Đào Nha 7–6 trong trận chung kết giải vô địch bóng đá bãi biển châu Âu 2007. Giải vô địch thế giới được tổ chức ở Pháp lần đầu tiên vào năm 2008; tuy nhiên, Cantona không thể đưa đội Pháp lọt vào top 4 sau khi thua Ý ở vòng tứ kết.
Sau thất bại trong việc đưa tuyển Pháp dự giải vô địch thế giới 2009, việc Cantona từ chức huấn luyện viên trưởng đã được ấn định vào năm 2010, không chỉ vì Pháp thất bại ở vòng loại cho giải vô địch thế giới sang năm lần nữa, mà Cantona còn làm tuyển Pháp rớt hạng từ hạng đấu cao nhất của giải vô địch bóng đá bãi biển châu Âu xuống Hạng B. Một chuỗi kết quả thất vọng này đã làm Cantona từ chức huấn luyện tuyển Pháp vào năm 2011, sau gần 15 năm góp mặt trong đội. Năm 2019, tạp chí France Football xếp Cantona ở vị trí số 4 trong một bài viết có nhan đề "10 huyền thoại bóng đá bãi biển".

## Đời tư
Cantona kết hôn với Isabelle Ferrer vào năm 1987, họ có chung hai con trước khi ly dị vào năm 2003. Ông cưới nữ diễn viên Rachida Brakni vào năm 2007; họ cũng có chung hai con. Cậu em trai Joël của Cantona cũng là một cựu cầu thủ bóng đá, song giải nghệ khi còn trẻ và chuyển sang diễn xuất. Người em họ Sacha Opinel cũng là một cầu thủ bóng đá.

## Thống kê sự nghiệp

### Câu lạc bộ
| Mùa giải           | Câu lạc bộ         | Hạng giải          | Giải đấu | Giải đấu  | Cúp quốc gia      | Cúp quốc gia      | Cúp liên đoàn | Cúp liên đoàn | Châu lục | Châu lục  | Khác     | Khác      | Tổng      | Tổng      |
| Mùa giải           | Câu lạc bộ         | Hạng giải          | Số trận  | Bàn thắng | Số trận           | Bàn thắng         | Số trận       | Bàn thắng     | Số trận  | Bàn thắng | Số trận  | Bàn thắng | Số trận   | Bàn thắng |
| Pháp               | Pháp               | Pháp               | Giải đấu | Giải đấu  | Cúp quốc gia Pháp | Cúp quốc gia Pháp | Cúp liên đoàn | Cúp liên đoàn | Châu Âu  | Châu Âu   | Khác     | Khác      | Tổng cộng | Tổng cộng |
| ------------------ | ------------------ | ------------------ | -------- | --------- | ----------------- | ----------------- | ------------- | ------------- | -------- | --------- | -------- | --------- | --------- | --------- |
| 1983–84            | Auxerre            | Ligue 1            | 2        | 0         | 0                 | 0                 | –             | –             | –        | –         | –        | –         | 2         | 0         |
| 1984–85            | Auxerre            | Ligue 1            | 5        | 2         | 0                 | 0                 | –             | –             | 0        | 0         | –        | –         | 5         | 2         |
| 1985–86            | Auxerre            | Ligue 1            | 7        | 0         | 0                 | 0                 | –             | –             | 1        | 0         | –        | –         | 8         | 0         |
| 1985–86            | Martigues          | Ligue 2            | 15       | 4         | 0                 | 0                 | –             | –             | –        | –         | –        | –         | 15        | 4         |
| 1986–87            | Auxerre            | Ligue 1            | 36       | 13        | 4                 | 4                 | –             | –             | –        | –         | –        | –         | 40        | 17        |
| 1987–88            | Auxerre            | Ligue 1            | 32       | 8         | 5                 | 1                 | –             | –             | 2        | 1         | –        | –         | 39        | 10        |
| 1988–89            | Marseille          | Ligue 1            | 22       | 5         | 0                 | 0                 | –             | –             | –        | –         | –        | –         | 22        | 5         |
| 1988–89            | Bordeaux           | Ligue 1            | 11       | 6         | 1                 | 0                 | –             | –             | 0        | 0         | –        | –         | 12        | 6         |
| 1989–90            | Montpellier        | Ligue 1            | 33       | 10        | 6                 | 4                 | –             | –             | –        | –         | –        | –         | 39        | 14        |
| 1990–91            | Marseille          | Ligue 1            | 18       | 8         | 0                 | 0                 | –             | –             | 3        | 1         | –        | –         | 21        | 9         |
| 1991–92            | Nîmes              | Ligue 1            | 17       | 2         | 0                 | 0                 | –             | –             | –        | –         | –        | –         | 17        | 2         |
| Anh                | Anh                | Anh                | Giải đấu | Giải đấu  | FA Cup            | FA Cup            | Cúp liên đoàn | Cúp liên đoàn | Europe   | Europe    | Siêu cúp | Siêu cúp  | Tổng cộng | Tổng cộng |
| 1991–92            | Leeds United       | First Division     | 15       | 3         | 0                 | 0                 | 0             | 0             | –        | –         | –        | –         | 15        | 3         |
| 1992–93            | Leeds United       | Premier League     | 13       | 6         | 0                 | 0                 | 1             | 0             | 5        | 2         | 1        | 3         | 20        | 11        |
| 1992–93            | Manchester United  | Premier League     | 22       | 9         | 1                 | 0                 | 0             | 0             | 0        | 0         | –        | –         | 23        | 9         |
| 1993–94            | Manchester United  | Premier League     | 34       | 18        | 5                 | 4                 | 5             | 1             | 4        | 2         | 1        | 0         | 49        | 25        |
| 1994–95            | Manchester United  | Premier League     | 21       | 12        | 1                 | 1                 | 0             | 0             | 2        | 0         | 1        | 1         | 25        | 14        |
| 1995–96            | Manchester United  | Premier League     | 30       | 14        | 7                 | 5                 | 1             | 0             | 0        | 0         | –        | –         | 38        | 19        |
| 1996–97            | Manchester United  | Premier League     | 36       | 11        | 3                 | 0                 | 0             | 0             | 10       | 3         | 1        | 1         | 50        | 15        |
| Tổng cộng tại Pháp | Tổng cộng tại Pháp | Tổng cộng tại Pháp | 198      | 58        | 16                | 9                 | —             | —             | 6        | 2         | —        | —         | 220       | 69        |
| Tổng cộng tại Anh  | Tổng cộng tại Anh  | Tổng cộng tại Anh  | 171      | 73        | 17                | 10                | 7             | 1             | 21       | 7         | 4        | 5         | 220       | 96        |
| Tổng cộng          | Tổng cộng          | Tổng cộng          | 369      | 131       | 33                | 19                | 7             | 1             | 27       | 9         | 4        | 5         | 440       | 165       |

### Đội tuyển quốc gia
| Đội tuyển Pháp | Đội tuyển Pháp | Đội tuyển Pháp |
| Năm            | Số trận        | Bàn thắng      |
| -------------- | -------------- | -------------- |
| 1987           | 3              | 1              |
| 1988           | 2              | 0              |
| 1989           | 4              | 3              |
| 1990           | 7              | 6              |
| 1991           | 4              | 2              |
| 1992           | 9              | 2              |
| 1993           | 7              | 5              |
| 1994           | 8              | 1              |
| 1995           | 1              | 0              |
| Tổng cộng      | 45             | 20             |

| #  | Ngày                 | Địa điểm                                                 | Đối thủ   | Bàn thắng | Kết quả | Giải đấu                 |
| -- | -------------------- | -------------------------------------------------------- | --------- | --------- | ------- | ------------------------ |
| 1  | 12 tháng 8 năm 1987  | Sân vận động Olympic, Berlin, Đức                        | Tây Đức   | 1–2       | 1–2     | Giao hữu                 |
| 2  | 16 tháng 8 năm 1989  | Sân vận động Malmö, Malmö, Thụy Điển                     | Thụy Điển | 1–1       | 4–2     | Giao hữu                 |
| 3  | 16 tháng 8 năm 1989  | Sân vận động Malmö, Malmö, Thụy Điển                     | Thụy Điển | 4–2       | 4–2     | Giao hữu                 |
| 4  | 11 tháng 10 năm 1989 | Sân vận động Công viên các Hoàng tử, Paris, Pháp         | Scotland  | 2–0       | 3–0     | Vòng loại World Cup 1990 |
| 5  | 24 tháng 1 năm 1990  | Sân vận động Kazma SC, Thành phố Kuwait, Kuwait          | Đông Đức  | 1–0       | 3–0     | Giao hữu                 |
| 6  | 24 tháng 1 năm 1990  | Sân vận động Kazma SC, Thành phố Kuwait, Kuwait          | Đông Đức  | 2–0       | 3–0     | Giao hữu                 |
| 7  | 28 tháng 2 năm 1990  | Sân vận động Mosson, Montpellier, Pháp                   | Tây Đức   | 2–1       | 2–1     | Giao hữu                 |
| 8  | 28 tháng 3 năm 1990  | Népstadion, Budapest, Hungary                            | Hungary   | 1–0       | 3–1     | Giao hữu                 |
| 9  | 28 tháng 3 năm 1990  | Népstadion, Budapest, Hungary                            | Hungary   | 2–1       | 3–1     | Giao hữu                 |
| 10 | 5 tháng 9 năm 1990   | Laugardalsvöllur, Reykjavík, Iceland                     | Iceland   | 2–0       | 2–1     | Vòng loại Euro 1992      |
| 11 | 20 tháng 11 năm 1991 | Sân vận động Công viên các Hoàng tử, Paris, Pháp         | Iceland   | 2–0       | 3–1     | Vòng loại Euro 1992      |
| 12 | 20 tháng 11 năm 1991 | Sân vận động Công viên các Hoàng tử, Paris, Pháp         | Iceland   | 3–0       | 3–1     | Vòng loại Euro 1992      |
| 13 | 14 tháng 10 năm 1992 | Sân vận động Công viên các Hoàng tử, Paris, Pháp         | Áo        | 2–0       | 2–0     | Vòng loại World Cup 1994 |
| 14 | 14 tháng 11 năm 1992 | Sân vận động Công viên các Hoàng tử, Paris, Pháp         | Phần Lan  | 2–0       | 2–1     | Vòng loại World Cup 1994 |
| 15 | 17 tháng 2 năm 1993  | Sân vận động Ramat Gan, Ramat Gan, Israel                | Israel    | 1–0       | 4–0     | Vòng loại World Cup 1994 |
| 16 | 28 tháng 4 năm 1993  | Sân vận động Công viên các Hoàng tử, Paris, Pháp         | Thụy Điển | 1–1       | 2–1     | Vòng loại World Cup 1994 |
| 17 | 28 tháng 4 năm 1993  | Sân vận động Công viên các Hoàng tử, Paris, Pháp         | Thụy Điển | 2–1       | 2–1     | Vòng loại World Cup 1994 |
| 18 | 28 tháng 7 năm 1993  | Sân vận động Michel d'Ornano, Caen, Pháp                 | Nga       | 2–0       | 3–1     | Giao hữu                 |
| 19 | 17 tháng 11 năm 1993 | Sân vận động Công viên các Hoàng tử, Paris, Pháp         | Bulgaria  | 1–0       | 1–2     | Vòng loại World Cup 1994 |
| 20 | 26 tháng 5 năm 1994  | Sân vận động Tưởng niệm Universiade Kobe, Kobe, Nhật Bản | Úc        | 1–0       | 1–0     | Kirin Cup 1994           |

## Danh hiệu

### Câu lạc bộ
Marseille
- Division 1: 1988–89, 1990–91

Montpellier
- Coupe de France: 1989–90

Leeds United
- Football League First Division: 1991–92
- FA Charity Shield: 1992

Manchester United
- Premier League: 1992-93, 1993-94, 1995-96, 1996-97
- FA Charity Shield: 1993, 1994, 1996
- FA Cup: 1993–94, 1995–96